# Geografie Černé Hory

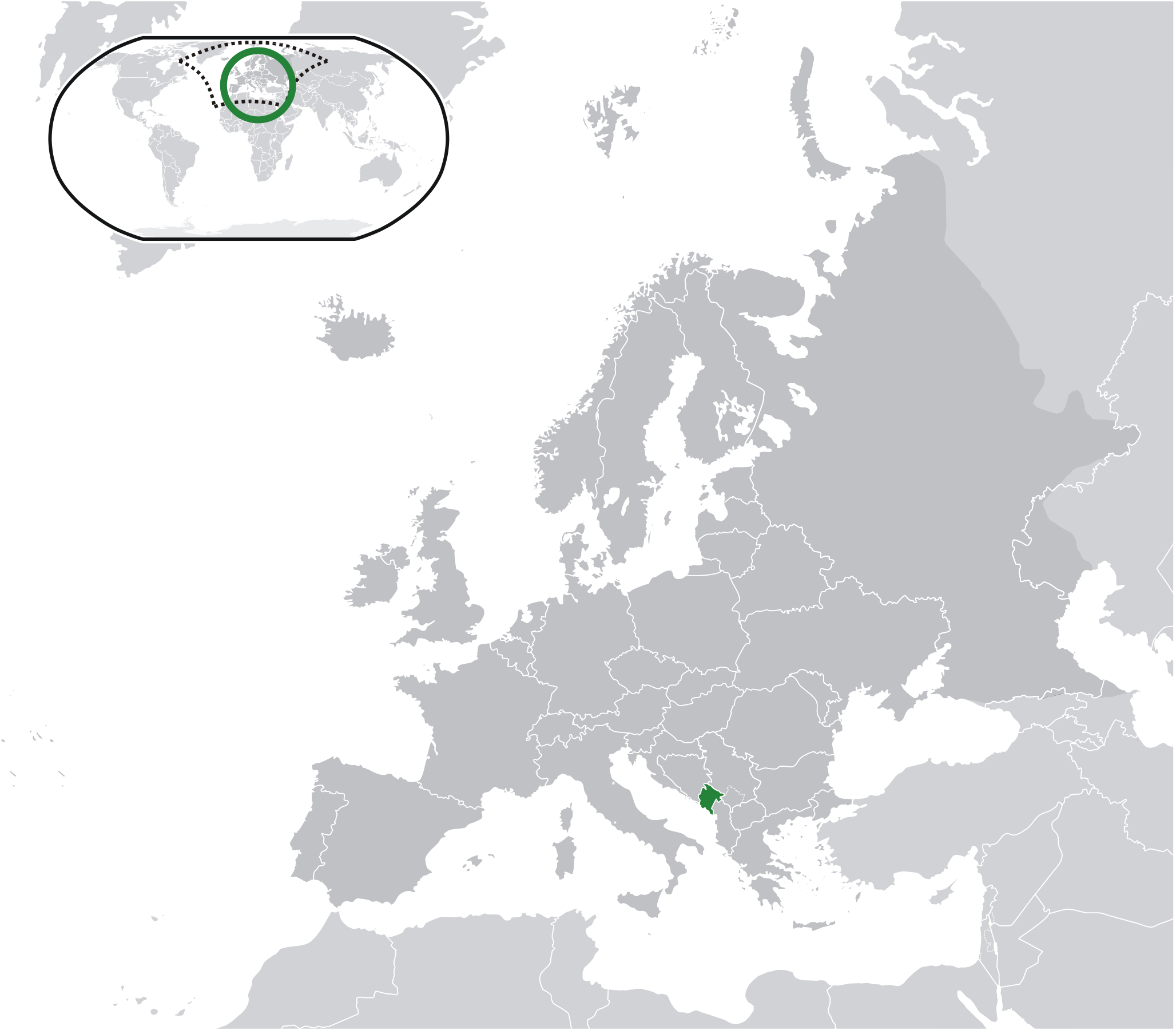
Poloha Černé Hory na mapě Evropy

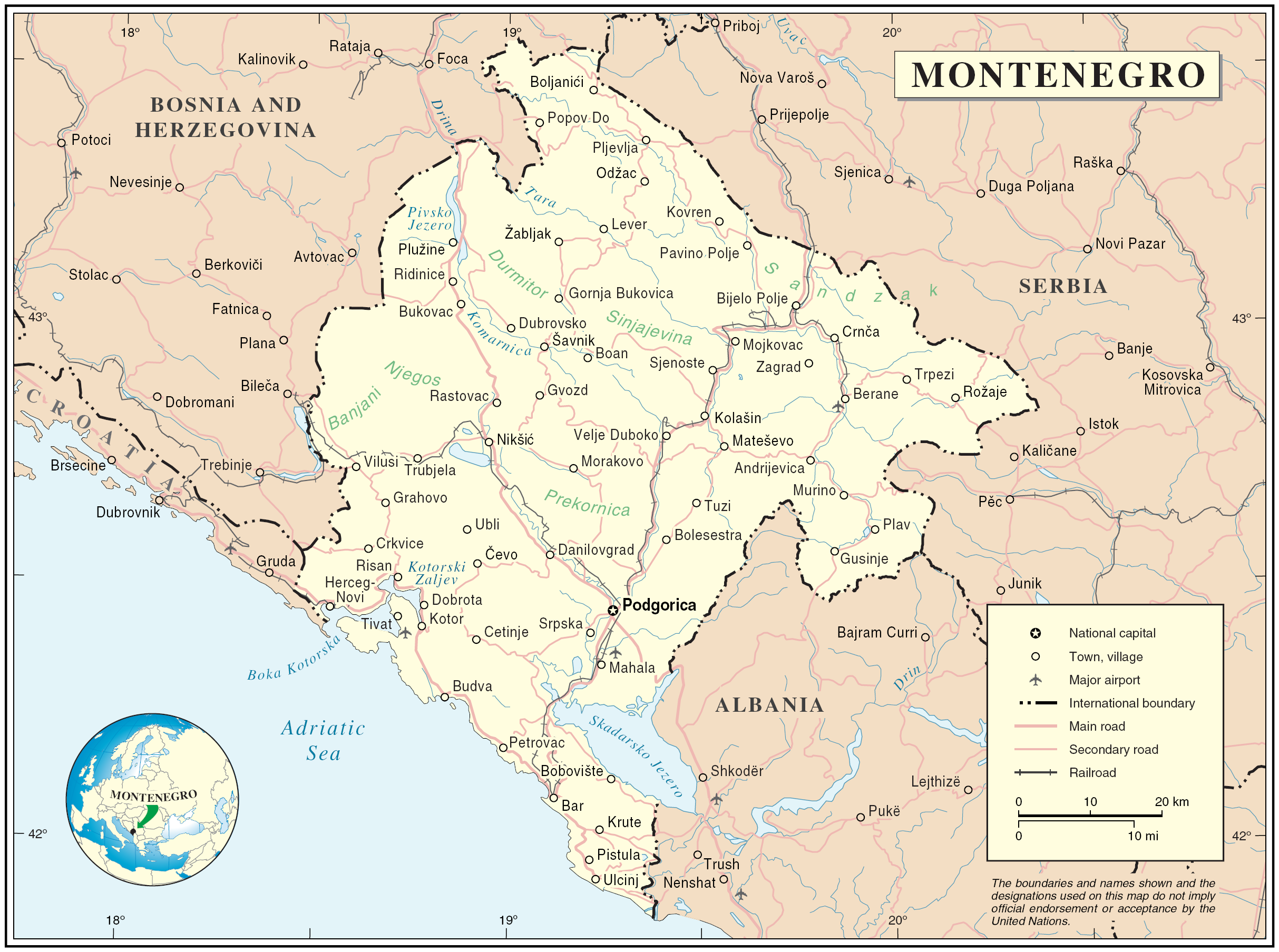
Mapa Černé Hory

Černá Hora (černohorsky: Crna Gora, Црна Гора) je republika v Jihovýchodní Evropě, rozkládající se na Balkánském poloostrově mezi 41°52' – 43° 42' s. š. a 18° 26' v. d. Sousedí s Chorvatskem, Bosnou a Hercegovinou, Srbskem, Kosovem a Albánií. Její rozloha činí 18 812 m².

## Povrch
Povrch Černé Hory je převážně hornatý s velkým lesním porostem a vodním potenciálem. Reliéf státu je neobyčejně mnohotvárný. Nejvyšší horou je Zla Kolata v pohoří Prokletije měřící (2534 m).

### Hory
Většina země je pokryta vysokými, rozsáhlými horskými masivy, které jsou protírány kaňony řek a hlubokými údolími. Všechna pohoří náleží k Dinárské horské soustavě. Základním stavebním kamenem celého systému je vápenec a dolomit, na mnoha místech silně zkrasovatělý, ve kterém se vytvářejí krasová pole, jeskyně a ponorné řeky. Horské oblasti trpí nedostatkem vody, protože ta pochází pouze z tajícího sněhu a potoky se tak často ztrácejí ve vymletém vápencovém podloží.
Nejvyšším a nejkrásnějším pohořím je Durmitor na severozápadě země. Celý masiv divoce rozeklaných vrcholů, horských luk, jeskyní a kaňonů je chráněn jako národní park. Nejvyšším vrcholem je Bobotov kuk (2522 m n. m.). Durmitor na severu spadá do hloubky 1300 metrů do kaňonu řeky Tary.

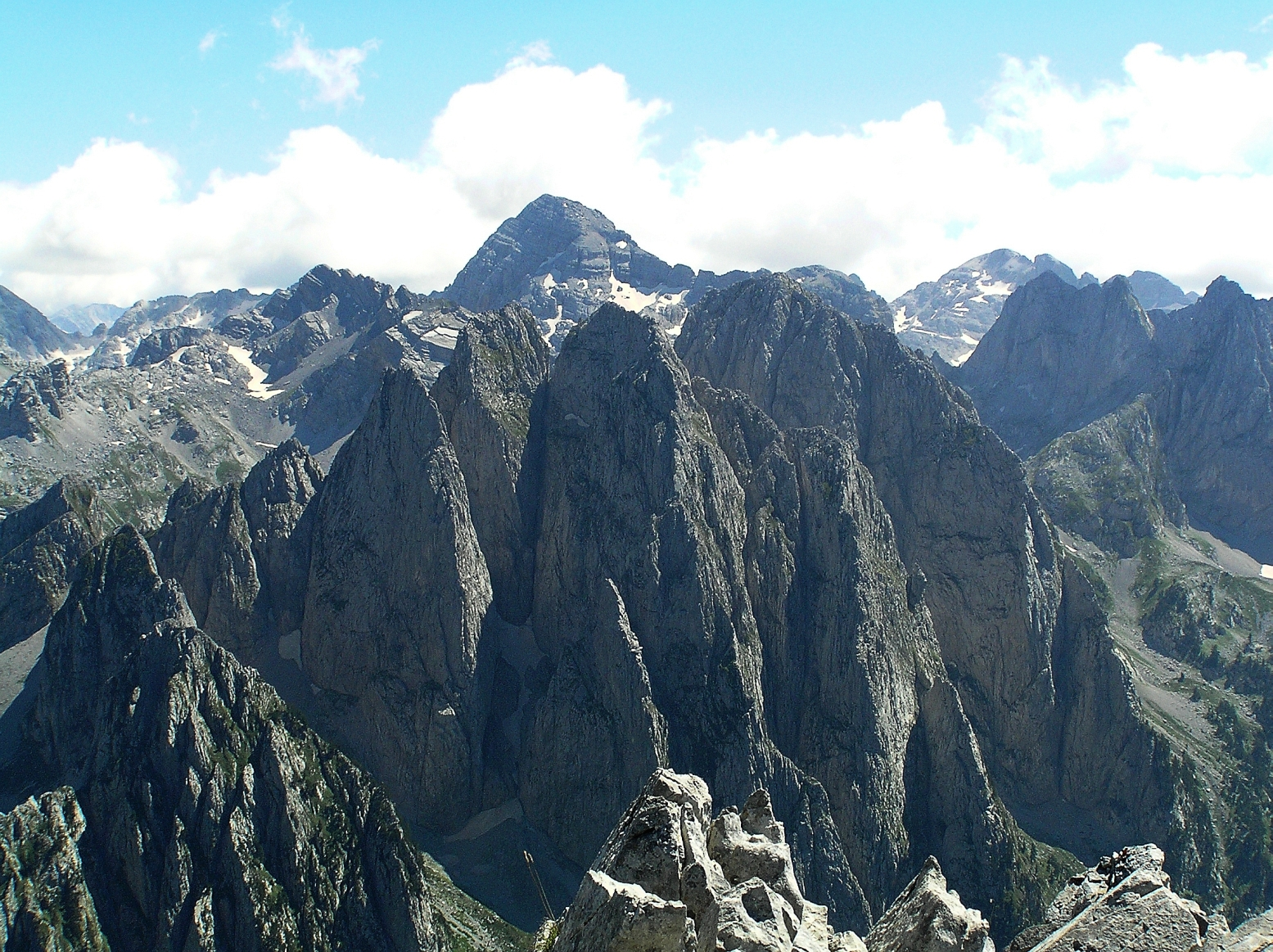
Pohoří Prokletije

Na Durmitor navazuje na východě pohoří Sinjajevina, které je tvořeno spíš soustavou náhorních plošin s nejvyšším vrcholem Babin zub (2253 m n. m.). V západní části země se poblíž hranic s Bosnou a Hercegovinou rozkládají masivy Ljubišnja (2338 m n. m.), Pivska Planina (1775 m n. m.), Volujak (2294 m n. m.), Bioć (2396 m n. m.), Maglić (2388 m n. m.) a Golija (1945 m n. m.).
Ve středu země jižně od Durmitoru se rozkládají zajímavé horské masivy Terskavec (2093 m n. m.), Vojnik (1977 m n. m.), Stožac (2140 m n. m.), Maganik (2139 m n. m.) a Prekornica (1926 m n. m.), které přitahují zájem turistů svými přírodními krásami. Přirozený přechod od středu do vysokých hor Prokletije na východní hranici tvoří pohoří Komovi a Bjelasica s množstvím horských pastvin, pěkně tvarovaných štítů a hlubokých kaňonů.
Masiv Prokletije pokračuje i na albánskou stranu. z Černé Hory jsou přístupné pouze hřebeny v blízkosti Plavského jezera a města Gusinje, ale naštěstí jsou to nejkrásnější pasáže celého masivu. V tomto pohoří se nachází i nejvyšší vrchol Černé Hory – Zla kolata (2534 m n. m.).
Velice zajímavé a atraktivní jsou horské masivy, které se zvedají do značné výšky přímo od hladiny moře. Je to masiv Rumija mezi mořem a Skadarským jezerem, zdvihající se do výše 1593 m n. m., dále známý Lovćen (1749 m n. m.) nad zálivem Boka Kotorska, a krasové pohoří Orjen (1895 m n. m.).

### Nížiny a jezera
Nížin v Černé Hoře není mnoho, výjimku však tvoří malé nížiny na jihu a okolo dolních toků řek Morača a Zeta. Černohorské hlavní město Podgorica se celé nachází v úrodné nížině, stejně jako jeho aglomerace a podgorické mezinárodní letiště.

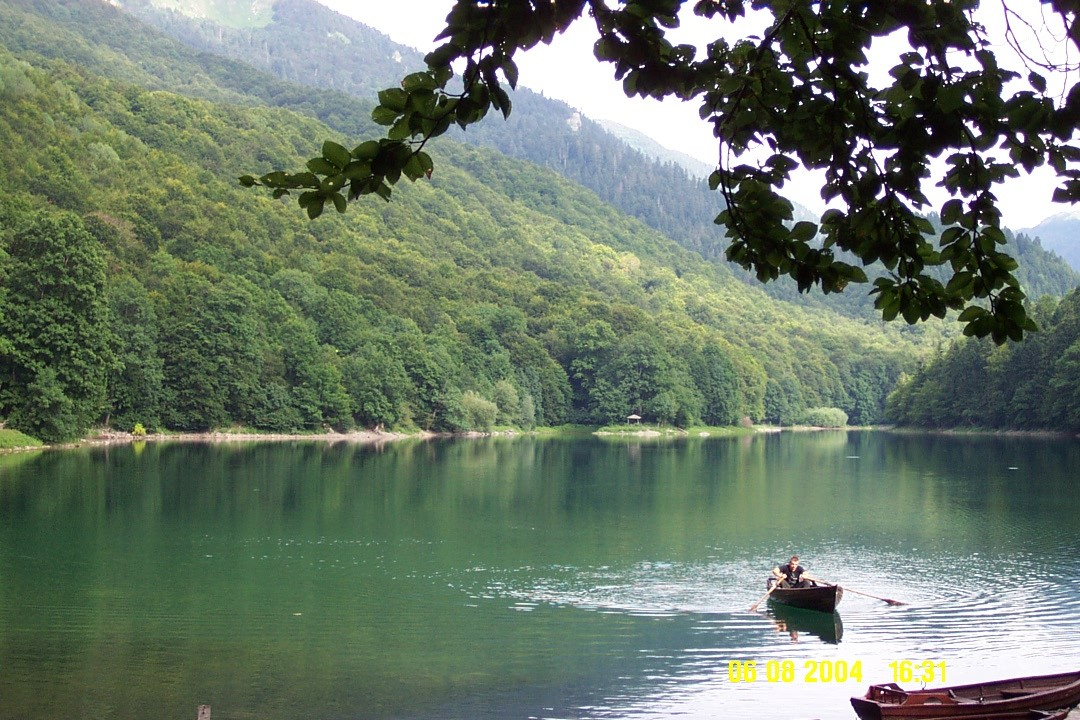
Biogradské jezero

Řeky Černé Hory spadají do tří různých úmoří. Do Jadranu proudí jenom málo klasických povrchových toků, poněvadž v Dinárském horském systému téměř neexistují. Vyvěrající potůčky mizí v propustném vápenci, pak opět vytékají na povrch, aby znovu zmizely pod zemí. Nejvýznamnějšími řekami jsou Morača a Zeta, které se vlévají do Skadarského jezera.

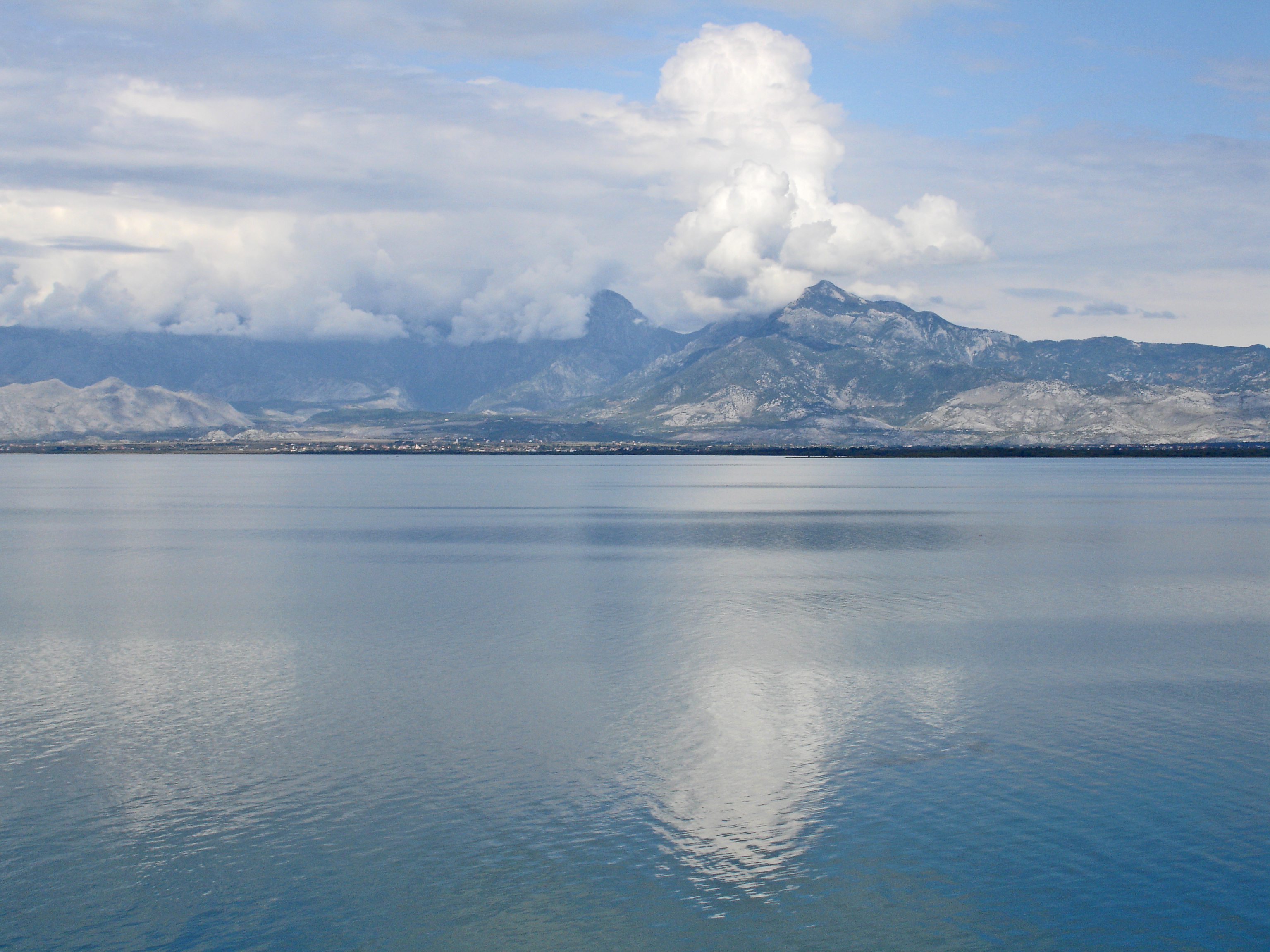
Skadarské jezero

Většina řek na Balkáně míří do Černého moře. Největší sběrnicí je Dunaj, který zde pohlcuje na 40 přítoků. Patří k nim Lim a nejkrásnější černohorská řeka Tara, které se obě vlévají do Driny, ta později do Sávy a nakonec do Dunaje. Bulharská Stara planina tvoří pro východobalkánské řeky rozvodí mezi Černým a Egejským mořem.
V této vyprahlé krajině jsou velká jezera vzácností. Největší vodní plochu v zemi představuje Skadarské jezero nedaleko pobřeží, dále také jezero Krupačko a Liverovići u Nikšiće, Crno jezero v Durmitoru, Biogradsko jezero v Bjelasici (v NP Biogradska Gora) a Plavské jezero na úpatí masívu Prokletije.

### Pobřeží a moře
Pobřeží je úzký pás země, táhnoucí se od Herceg Novi po ústí řeky Bojana na albánských hranicích. Toto pobřeží je vyhlášeno písčitými plážemi a bohatou subtropickou vegetací. Podobně jako v Chorvatsku je značně členité s množstvím malých zálivů, ostrovů a poloostrovů.

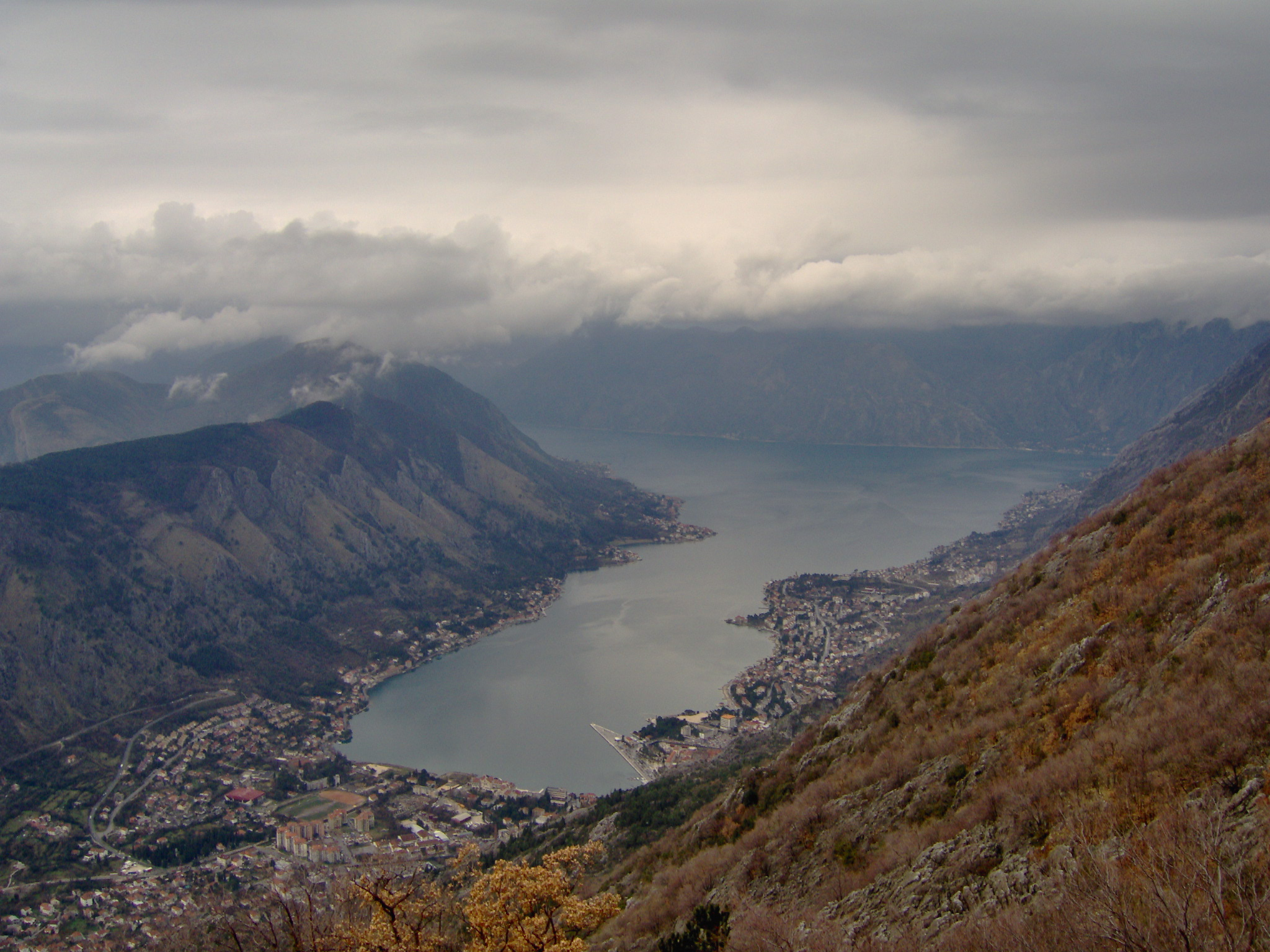
Pohled na město Kotor a záliv Boku Kotorskou

Průměrná teplota vody v moři dosahuje v lednu a červenci 25 °C. V moři se dá koupat 180 dní v roce. Má tmavě modrou průzračnou vodu s viditelností 38 – 65 metrů. Voda obsahuje 38 g soli na litr. Rozdíl mezi přílivem a odlivem je kolem 31 cm a výška vln činí kolem 50 cm, někdy až 2 m.

## Podnebí
Klimaticky se Černá Hora dělí na dvě podnebné oblasti. V přímořské části je středozemní (mediteránní) podnebí s teplým a suchým létem a mírnou deštivou zimou. Průměrná teplota vzduchu je v lednu 8 °C a v červenci 27 °C. Jaro začíná velmi brzy, začátkem března. Příjemný je barevný podzim, který bývá slunný a teplý. Ve vnitrozemí je podnebí mírně kontinentální, v lednu je průměrná teplota -3 °C, v červenci 18 °C.

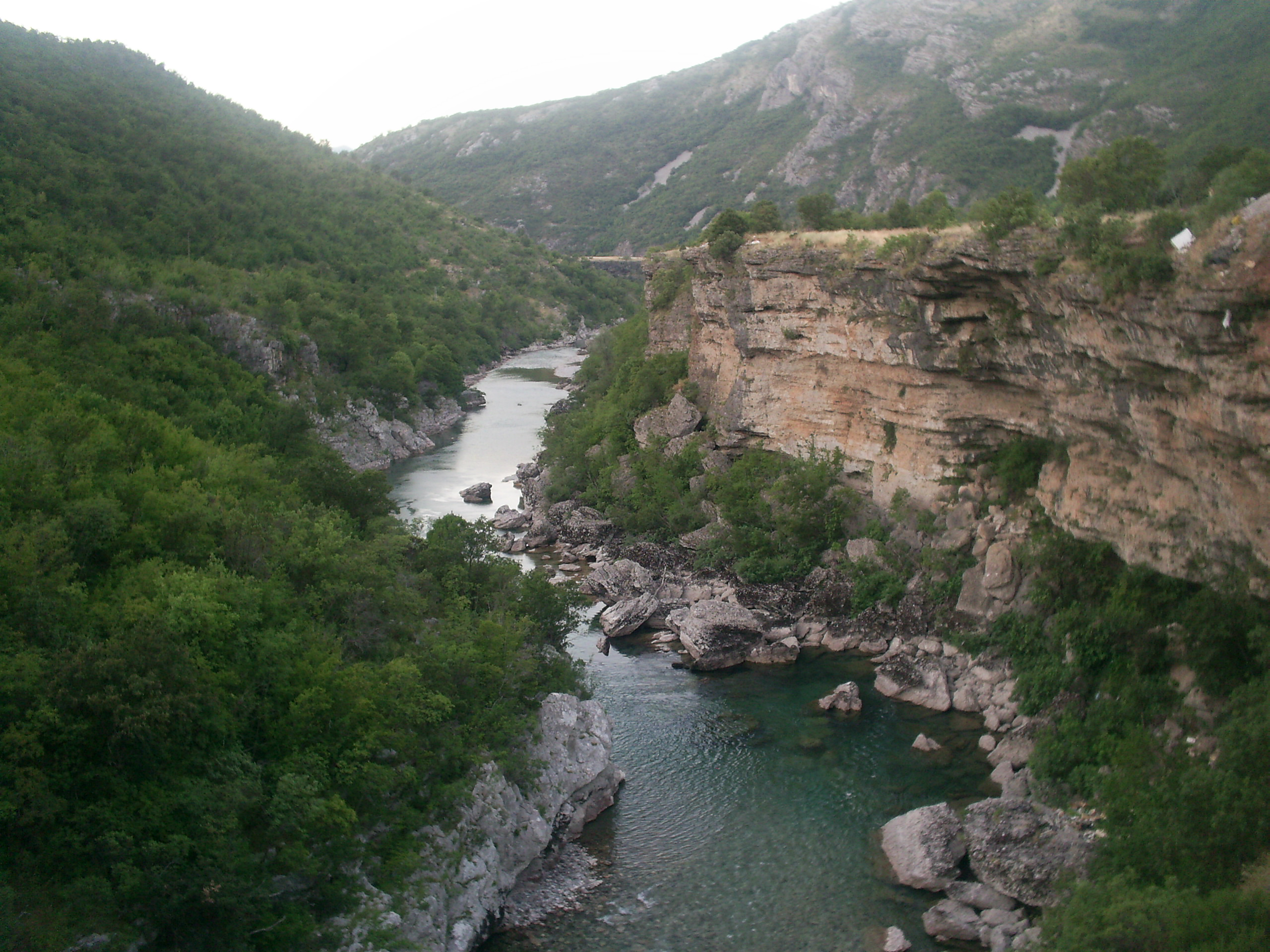
Kanon řeky Morači

Celkově je podnebí pod vlivem moře, protože voda se během léta ohřeje a teplo se pozvolna uvolňuje do ovzduší. Pobřeží Černé Hory je se svými 2700 hodinami slunečního svitu nejslunečnějším místem Středomoří.
Počasí u pobřeží je však hodně ovlivněno větry. Jihovýchodní jugo je nejčastější, ze severozápadu duje maestral a ze severovýchodu bóra. Největší vlnobití, které bičuje pobřeží, způsobuje jugo. Maestral je příjemný odpolední větřík, který ochlazuje horké léto.

### Srážky
Na pobřeží spadne průměrně 1400 mm vody ročně. Vyšší srážky jsou obvyklé na jaře a na podzim. Sníh spadne v zimě jenom ve vnitrozemí v horách. Velmi vysoké srážky zachycují hory nad Bokou Kotorskou, kde ročně spadne až 4928 mm, což z ní činí nejdeštivější místo Evropy.

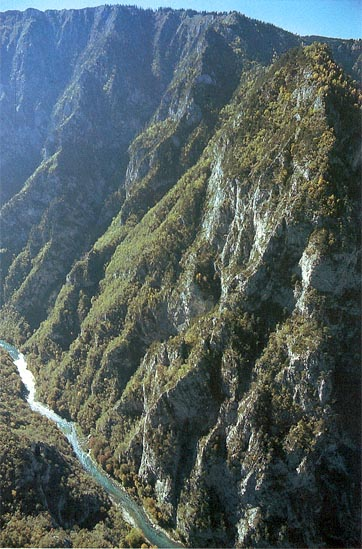
Kaňon řeky Tary

V tomto zálivu (ve městě Tivat) se také nachází jedno ze dvou mezinárodních letišť, která se v Černé Hoře nacházejí – mezinárodní tivatské letiště. Navzdory tomu, že letiště obklopují vysoké hory a ranvej leží jen 100 metrů od vody, nedošlo na letišti k žádné nehodě. Ovšem vzhledem k horskému terénu a špatnému světelnému navádění je letiště otevřeno pouze za denního světla. Letiště je jedno z nejnebezpečnějších pro přiblížení na přistání i pro čekání pro přijetí ve vzduchu. Při velmi špatné viditelnosti jsou lety odkláněny na letiště v Podgorici. Říká se, že pilot, který zvládne přistát na letišti v Tivatu, se nemusí bát žádných přistání – žádné letiště prý není na tak nedostupném místě.

## Seismická činnost
Celá země patří k seismicky aktivním místům s častými otřesy půdy. V roce 1968 postihlo Černou Horu zemětřesení, při kterém byla mj. zasažena města Bar, Petrovac a Ulcinj, a hlavně roku 1979 s epicentrem pod masivem Lovćenu, kdy byla zničena většina měst a obcí na jadranském pobřeží, včetně historických staveb, obytných domů a hotelů. Jeho následky jsou místy patrné i dodnes.

## Flóra a fauna

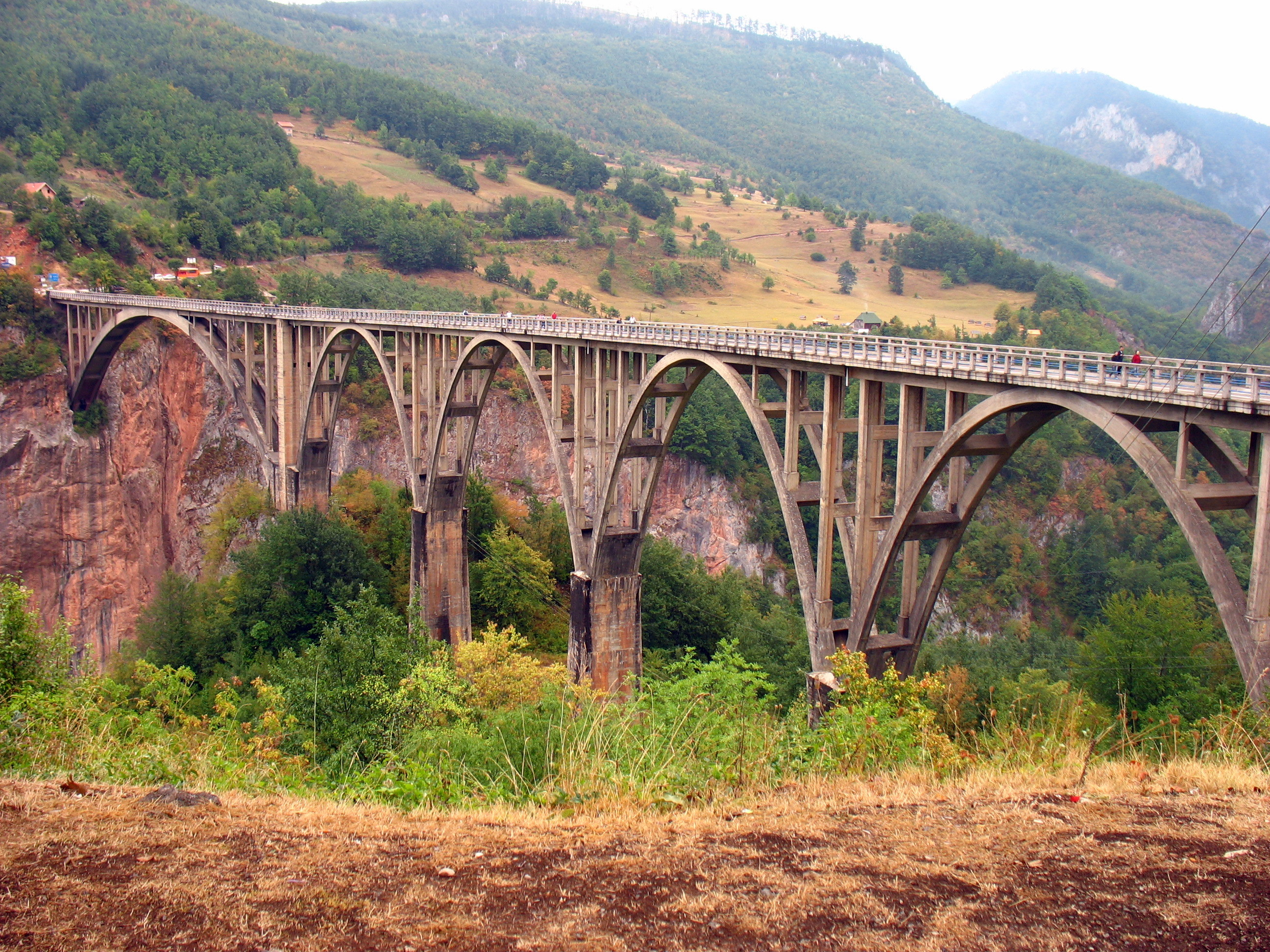
Most přes kaňon Tary (svého času byl největší v Evropě)

Živočišná i rostlinná říše Balkánu je díky teplotám výrazně odlišná od zbytku Evropy. Jižní krasová oblast je holá, ačkoliv byla v minulosti porostlá dubovými a cypřišovými lesy. Dlouhodobé kácení lesních porostů, které byly využívány jako zdroj palivového a stavebního dříví, nedostatek orné půdy a hlavně krasový podklad se negativně podepsaly na druhovém zastoupení typických druhů. Převládají zde křovinaté, méně náročné porosty. V horách je situace lepší. Více než třetinu plochy zde pokrývají rozsáhlé porosty smíšených a jehličnatých lesů. Nad 800 metrů se objevují souvislé porosty listnáčů, dubů, javorů, jilmů, jedlých kaštanů a topolů, nad 1500 metrů převažují aromatické borovice, smrky jsou zde v menšině. Hory jsou téměř holé s minimem vegetace. Převládají horské byliny a alpinky, na jaře vybarvují horské louky šafrány, tulipány a narcisy.
K mizení lesů přispěla nemalou měrou i turecká okupace. Turci při pronásledování odbojných místních obyvatel lesní porosty káceli, aby omezili možnosti úkrytu pro nespokojené domorodce.
Zvířecí říše je rovněž poznamenána tisíciletým ničením jejího přirozeného prostředí, kácením lesů, pastevectvím a lovem. Dnes se na území Černé Hory z velkých šelem nachází medvěd, vlk, rys, divoká kočka, vydra, kuna, běžně se zde vyskytují i jeleni a černá zvěř. Z ptactva zde můžeme pozorovat některé druhy orlů, sokolovité dravce, někdy i supa. Suché a teplé podnebí je ideální pro plazy a obojživelníky. Vyskytuje se zde zmije růžkatá nebo jedovatí štíři. Největším plazem Balkánu je 1 metr dlouhý blavor žlutý, který je vlastně beznohým ještěrem a je zcela neškodný.
Velká jezera patří vodnímu ptactvu, volavkám nebo kormoránům. V mokřinách Skadarského jezera žije poslední volně žijící populace pelikánů.

## Ochrana přírody a národní parky
Ochrana přírody je zatím v Černé Hoře interpretována poněkud volněji než jinde ve světě. Turisté mohou navštívit i přísně chráněná území a ve většině z nich je povolen pohyb mimo značené stezky a mnohdy i volné táboření.
Černohorský parlament před časem[kdy?] vyhlásil, že má eminentní zájem na tom, aby se jejich země stala prvním ekologickým státem na světě. I přes dlouholeté zásahy do původního stavu je černohorská příroda stále dobře zachovalá. Bude však třeba vynaložit mnoho úsilí na jakousi "převýchovu" obyvatel Černé Hory, kteří si přírodu mnohdy pletou se skládkami a odpadky někdy "ukládají" ve městech a vesnicích přímo na ulicích nebo rovnou do volné přírody.
V Černé Hoře bylo zatím zřízeno pět národních parků:
- Nejblíže pobřeží byl roku 1952 vyhlášen NP Lovćen.

Park má za úkol chránit ve stejnojmenném pohoří zachovalou přírodu, oblast, která má pro Černohorce i velkou historickou hodnotu, neboť právě zde se nachází kolébka nezávislé Černé Hory. Dubové i bukové porosty přecházejí ve vyšších polohách ve vysokohorské louky, kleče a kamenité pláně jsou bohaté na ptactvo a zvěř. Nejvíce zde žije jelen a srnec, ale i liška či vlk.
- NP Skadarské jezero je jednou z největších ptačích rezervací v Evropě.

Leží ve výšce 6 m n. m. a jsou zde chráněny především vzácné druhy rostlin a živočichů. NP byl vyhlášen v roce 1983.
- Roku 1983 je v pohoří Durmitor stejnojmenný národní park.'

Jsou zde jedny z nejvyšších vrcholů Černé Hory, krasová území, horská jezera a kaňon Tary, který je se svými 1300 metry nejhlubší v Evropě.
- Biogradska Gora byla vyhlášena národním parkem roku 1952.

Základy parku byly položeny již v roce 1872 černohorským králem Nikolou I. – jde tak o nejstarší národní park v Evropě a druhý nejstarší na světě. Park se nachází na území pohoří Bjelasica. Nikde jinde se nenachází takové bohatství lesů, množství horských luk a ledovcových jezer ve spojení s vysokými skalnatými masivy. Park se vyznačuje jedním z nejzachovalejších tří posledních evropských pralesů. Bjelasica je zároveň rájem divoké zvěře, jímž "kraluje" medvěd. Jezera a potoky jsou plné ryb, vč. pstruha kalifornského.
- Část nejvyššího černohorského pohoří Prokletije je národním parkem od roku 2009.